# 노금석

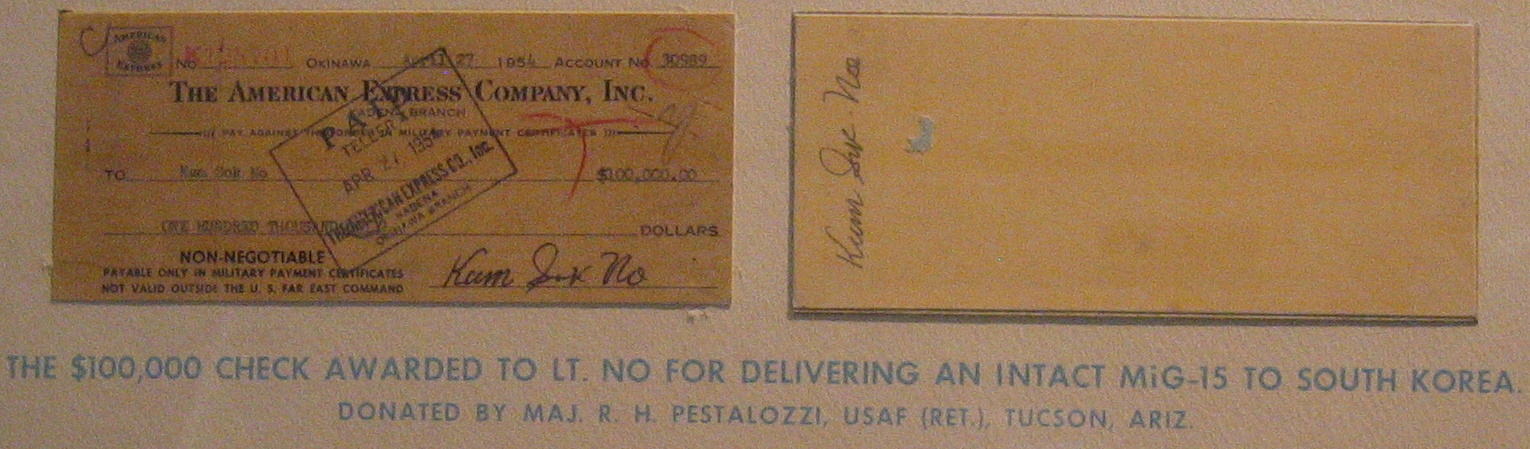
미국공군박물관(오하이오주 Dayton)에 전시되어 있는 노금석이 받은 10만 달러 수표

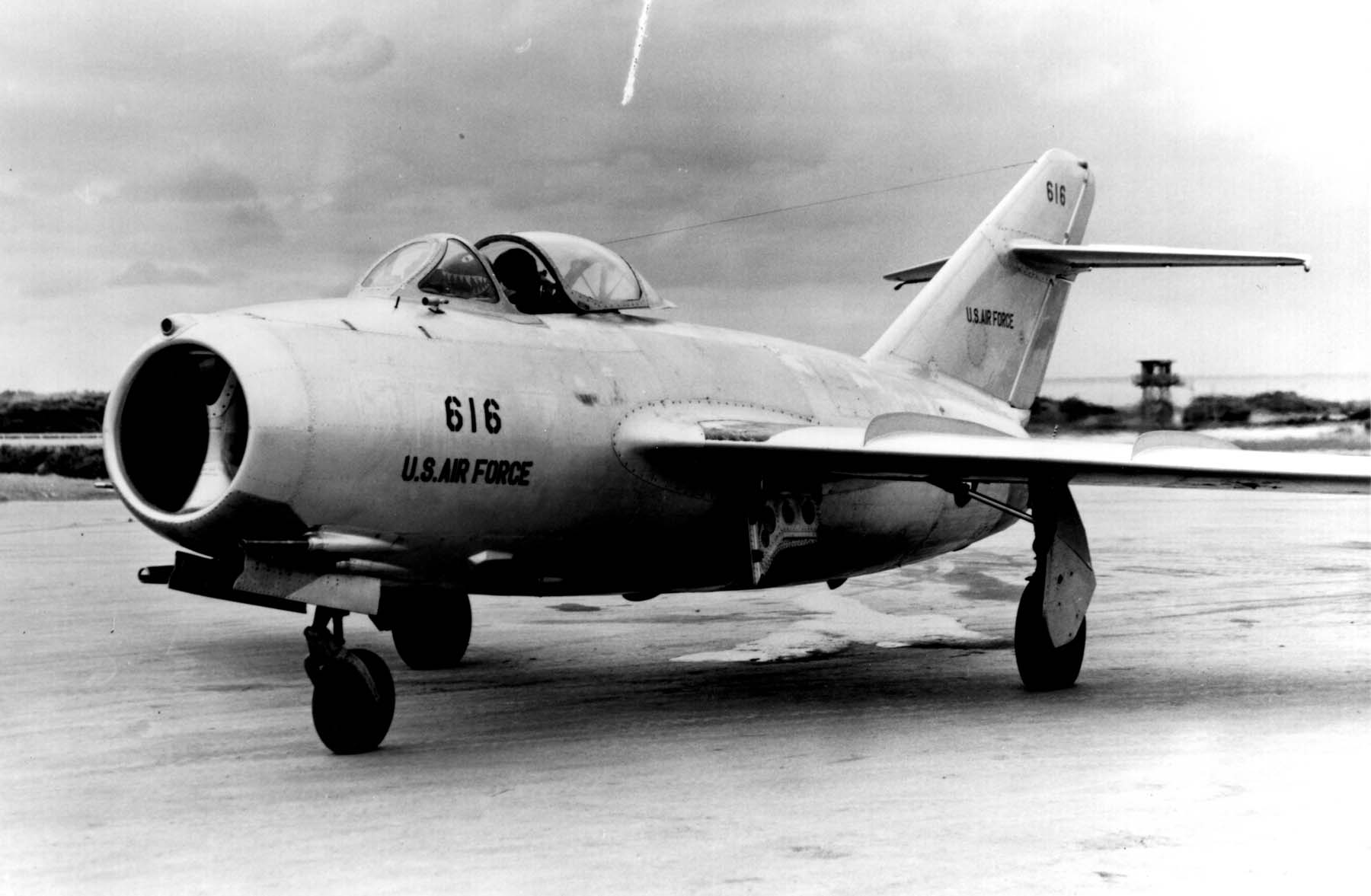
노금석이 몰고온 MiG-15

노금석(盧今錫, Kenneth Rowe, 1932년 1월 10일 ~ 2022년 12월 26일)은 조선민주주의인민공화국에서 대한민국으로 망명한 공군 장교이다.

## 개요
그는 일제가 패망하고, 대한민국에서는 미군정이, 조선민주주의인민공화국에서는 소군정이 자본주의 국가와 공산국가를 수립하기 위해 들어선 1945년부터 공산주의에 대해 적개심을 가지고 있었다. 과도기정부인 북조선인민위원회를 거쳐 조선민주주의인민공화국이 정부수립을 한 1948년 16세가 되었을 때 그는 해군군관학교에 재학 중 배를 타고 월남을 시도하였으나 실패하였고, 이후 공군이 되어서도 귀순을 원했다.
1953년 9월 21일 조선인민군 공군 상위였던 그는 연습을 구실로 평양 순안비행장을 이륙하여 13분만에 대한민국 경기도 김포비행장으로 MiG-15를 타고 날아갔다. 그는 미국이 소련의 전투기 MiG-15를 확보하기 위해 10만 달러의 포상금을 내걸었던 물라 작전의 보상으로 10만 달러를 받았다. 노금석과 그가 타고 온 MiG-15는 오키나와 미 공군 기지로 인도되었는데, 사실 그는 미그기를 타고 탈출하는 것에 대해 보상이 있다는 것을 모르고 있었다. 그가 가장 기뻐했던 것은 먼저 홀로 월남했던 어머니와의 만남이었다. 그는 이후 노금석은 미국 중앙정보국인 CIA의 권유로 1954년 5월 어머니 고정월과 함께 미국으로 건너가 델라웨어 주립대학교 항공공학과를 학사 졸업하였고, 1960년에는 재미교포인 클라라 김을 만나 2남 1녀의 가정을 꾸렸다. 박사 과정을 마친 뒤인 1970년 6월 13일에는 일본항공을 통해 어머니와 대한민국을 다시 함께 방문하여 자신이 17년 전 착륙했던 김포공항에서 귀순할 당시 자신을 도왔던 대한민국 공군의 동료들을 만날 수 있었다.
미국의 화학 기업인 듀폰과 그러먼, 보잉, 제너럴 다이내믹스, GM, GE, 록히드, 듀폰, 웨스팅하우스와 같은 방위산업체에서 근무하면서 퇴직 전까지 데이토나비치의 대학교에서 강의를 맡기도 하였다. 1996년에는 자신의 망명 사건을 기록한 책 《A MiG-15 to Freedom》을 저술하였다.

## 같이 보기
- 콘라트 슈만

- 이웅평

- 오퍼레이션 물라